# Żona na niby
Żona na niby (ang. Just Go with It) – amerykańska komedia romantyczna w reżyserii Dennisa Dugana z 2011 roku. W rolach głównych wystąpili Adam Sandler i Jennifer Aniston. Remake filmu "Kwiat kaktusa".
Zdjęcia do filmu rozpoczęły się w marcu 2010 i zakończyły się w maju, tego samego roku, kręcony na wyspach Kaua'i i Maui (Hawaje) oraz w miastach: Los Angeles i Oak Park, w stanie Kalifornia (USA).

## Opis fabuły
Czterdziestoparoletni dr Danny Maccabee (Adam Sandler) namawia swoją asystentkę Katherine Murphy (Jennifer Aniston), wychowującą samotnie dwójkę dzieci, aby udawała jego żonę. Celem jego działań jest  młoda i piękna Palmer Dodge (Brooklyn Decker), którą chce zdobyć.

## Obsada
- Adam Sandler jako Dr Daniel "Danny" Maccabee
- Jennifer Aniston jako Katherine Murphy
- Nicole Kidman jako Devlin Adams
- Brooklyn Decker jako Palmer Dodge
- Dave Matthews jako Ian Maxtone-Jones
- Nick Swardson jako Eddie Simms
- Bailee Madison jako Maggie Murphy
- Griffin Gluck jako Michael Murphy
- Rachel Dratch jako Kirsten Brant
- Kevin Nealon jako Adon
- Heidi Montag jako Kimberly
- Dan Patrick jako Tanner Patrick
- Mario Joyner jako Henderson
- Keegan-Michael Key jako Ernesto
- Michael Laskin jako pan Maccabee
- Carol Ann Susi jako pani Maccabee
- Rakefet Abergel jako Rachel Maccabee
- Keith Middlebrook jako Rick North
- Elena Kolpachikova jako Katja
- Minka Kelly jako Joanna Damon

## Nagrody i nominacje
MTV 2011
- nominacja: najlepsza aktorka − Jennifer Aniston
- nominacja: najlepsza rola komediowa − Adam Sandler